# Progressive Graphics File
Прогресивний графічний файл (англ. Progressive Graphics File, PGF) — відкритий формат зберігання графічних даних, заснований на використанні вейвлетів. Його можна використовувати для зберігання файлів із втратами і без втрат. PGF можна порівняти з JPEG 2000, але основною метою його розробки була швидкість обробки (стискання та відтворення), а не максимальний коефіцієнт стискання. За однакового розміру файлів, файл PGF виглядає значно краще за файл JPEG, зберігаючи при цьому дуже високу швидкість поступового (прогресивного) показу. Подібні характеристики дуже корисні для використання у інтернеті, але перегляд таких файлів можливий не у всіх програмах для перегляду сторінок інтернету.